# Eupithecia albidulata
Eupithecia albidulata là một loài bướm đêm trong họ Geometridae.